# 梅鲁 (贝尔福地区省)
梅鲁（法語：Meroux，法語發音：[meʁu]，发音同“Méroux”）是法国勃艮第-弗朗什-孔泰大区贝尔福地区省的一个旧市镇，位于该省中部，属于贝尔福区。2019年1月1日，梅鲁和相邻的莫瓦勒合并为新市镇梅鲁-莫瓦勒。此次并非两市镇首次合并，早在1972年，两市镇就曾合并过，但后于1997年一分为二。

## 地理
梅鲁（47°35'44"N, 6°54'0"E）面积8.85 平方千米，位于法国勃艮第-弗朗什-孔泰大區贝尔福地区省，该省份为法国东北部内陆省份，东临上莱茵省，北起孚日省，西接上索恩省，南与杜省和瑞士接壤。
与梅鲁接壤的市镇（或旧市镇、城区）包括：韦兹卢瓦、昂代尔南、布罗涅、沙尔穆瓦、莫瓦勒、诺维拉尔、塞沃南。
梅鲁的时区为UTC+01:00、UTC+02:00（夏令时）。

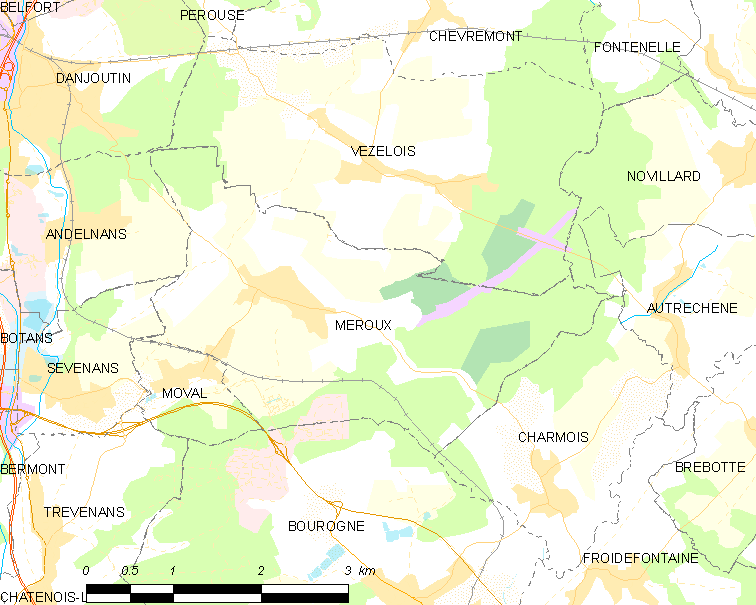
梅鲁的OSM定位图

## 行政
梅鲁的邮政编码为90400，INSEE市镇编码为90068。

## 政治
梅鲁所属的省级选区为沙特努瓦莱福日县。

## 交通
贝尔福-蒙贝利亚尔TGV站位于其境内。

## 人口

1962-2008年间梅鲁人口变化图示

梅鲁于2018年1月1日时的人口数量为862人。